# Santiago Giménez
Santiago Tomás Giménez (Buenos Aires, 18 de abril de 2001) é um futebolista mexicano nascido na Argentina que atua como centroavante. Atualmente joga no Milan e pela Seleção Mexicana.

## Carreira

### Cruz Azul
A 2 de agosto de 2017, Giménez fez a sua estreia profissional pelo Cruz Azul, num empate por 1–1 frente aos Tigres UANL, na fase de grupos da Copa MX. Dois anos depois, a 28 de agosto de 2019, fez a sua estreia na Liga MX, numa derrota por 3–2 frente ao Tijuana. A 2 de fevereiro de 2020, Santiago marcou o seu primeiro golo profissional, abrindo o marcador aos 2 minutos de jogo de um empate por 3–3 frente ao Toluca.
Em agosto de 2021, após marcar em 4 jogos diferentes no campeonato, Giménez foi eleito Jogador do Mês da Liga MX.

### Feyenoord
A 29 de julho de 2022, Giménez assinou um contrato de 4 anos pelo Feyenoord; com o clube holandês a pagar 4 milhões de euros ao Cruz Azul pelo jovem ponta-de-lança.
A 27 de agosto, Giménez marcou o seu primeiro golo pelo Feyenoord, fazendo ainda uma assistência, numa vitória por 4–0 sobre o Emmen. A 8 de setembro, fez a sua estreia na Liga Europa, frente à Lazio, na fase de grupos; Santiago entrou para o lugar de Danilo aos 64 minutos e bisou, mas não impediu uma derrota fora de casa por 4–2. A 3 de novembro, novamente frente à Lazio, mas desta vez em casa, Giménez marcou o único golo de uma vitória por 1–0, ajudando o Feyenoord a garantir o 1º lugar no grupo, qualificando-se diretamente para os oitavos-de-final.
Na temporada 2022–23, Giménez marcou 15 golos em 30 jogos na Eredivisie, ajudando o Feyenoord a vencer a competição. A 14 de maio, marcou na vitória por 3–0 sobre o Go Ahead Eagles que confirmou a conquista do título.

### Milan
No dia 3 de fevereiro de 2025, o Milan anunciou a contratação de Giménez. De acordo com relatos da mídia italiana, o Milan pagou 32 milhões de euros (R$ 192 milhões) para contar com o atacante.

## Carreira Internacional
Embora fosse elegível para a Seleção da Argentina, seu país natal, Giménez optou por representar o México, justificando que se sentia "mais mexicano que argentino", por ter vivido a maioria da sua vida no México, desde que o seu pai se mudara para lá. Santiago já foi convocado pelas seleções Sub-15, Sub-18, Sub-20 e Sub-23 do México. Fez 3 jogos pelos Sub-16 mexicanos na International Dream Cup de 2016.
Em setembro de 2020, Giménez foi convocado para um estágio da Seleção Mexicana pelo selecionador Gerardo Martino. No mesmo mês, surgiram notícias de que Fernando Batista, selecionador dos Sub-20 da Argentina, estava interessado em convocar Santiago.
A 27 de outubro de 2021, Giménez fez a sua estreia internacional sénior pelo México, numa derrota por 3–0 num amigável frente ao Equador. A 8 de dezembro, marcou o seu primeiro golo pela Seleção, num empate por 2–2 num amigável com o Chile.
Em outubro de 2022, Giménez foi incluído na pré-convocatória de 31 jogadores do México para o Mundial de 2022, mas não integrou a convocatória final de 26 jogadores.

## Vida Pessoal
Santiago é filho de Christian Giménez, ex-futebolista argentino que também jogou no Cruz Azul. É cristão devoto, tendo sido batizado em janeiro de 2019. Giménez é casado com a modelo mexicana Fer Serrano.

## Estatísticas de Carreira

### Clube
- Atualizado até 28 de maio de 2023[27][28]

| Clube             | Temporada         | Campeonato        | Campeonato | Campeonato | Taça  | Taça  | Competições Continentais | Competições Continentais | Outros | Outros | Total | Total |
| Clube             | Temporada         | Liga              | Jogos      | Golos      | Jogos | Golos | Jogos                    | Golos                    | Jogos  | Golos  | Jogos | Golos |
| ----------------- | ----------------- | ----------------- | ---------- | ---------- | ----- | ----- | ------------------------ | ------------------------ | ------ | ------ | ----- | ----- |
| Cruz Azul         | 2017–18           | Liga MX           | —          | —          | 1     | 0     | —                        | —                        | —      | —      | 1     | 0     |
| Cruz Azul         | 2019–20           | Liga MX           | 12         | 2          | —     | —     | 2                        | 0                        | —      | —      | 14    | 2     |
| Cruz Azul         | 2020–21           | Liga MX           | 36         | 6          | —     | —     | 5                        | 0                        | 2      | 0      | 43    | 6     |
| Cruz Azul         | 2021–22           | Liga MX           | 35         | 7          | —     | —     | 6                        | 0                        | 1      | 1      | 42    | 8     |
| Cruz Azul         | 2022–23           | Liga MX           | 5          | 5          | —     | —     | —                        | —                        | —      | —      | 5     | 5     |
| Cruz Azul         | Total             | Total             | 88         | 20         | 1     | 0     | 13                       | 0                        | 3      | 1      | 105   | 21    |
| Feyenoord         | 2022–23           | Eredivisie        | 32         | 15         | 4     | 3     | 9                        | 5                        | —      | —      | 45    | 23    |
| Total de Carreira | Total de Carreira | Total de Carreira | 120        | 35         | 5     | 3     | 22                       | 5                        | 3      | 1      | 150   | 44    |

1. ↑  Inclui Copa MX e KNVB Beker
2. 1 2 3  Jogos na CONCACAF Champions Cup
3. ↑  Jogo na Campeón de Campeones, jogo na Campeones Cup
4. ↑  Jogo na Supercopa de la Liga MX
5. ↑  Jogos na Liga Europa

### Internacional
- Atualizado até 26 de junho de 2023 [29]

| Seleção | Ano   | Jogos | Golos |
| ------- | ----- | ----- | ----- |
| México  | 2021  | 2     | 1     |
| México  | 2022  | 7     | 1     |
| México  | 2023  | 4     | 0     |
| Total   | Total | 13    | 2     |

| Nº | Data                  | Local                                   | Adversário | Placar | Resultado | Competição |
| -- | --------------------- | --------------------------------------- | ---------- | ------ | --------- | ---------- |
| 1. | 8 de dezembro de 2021 | Q2 Stadium, Austin, Estados Unidos      | Chile      | 1–0    | 2–2       | Amigável   |
| 2. | 28 de maio de 2022    | AT&T Stadium, Arlington, Estados Unidos | Nigéria    | 1–0    | 2–1       | Amigável   |

## Títulos
Cruz Azul
- Liga MX: Guardianes 2021
- Copa MX: Apertura 2018
- Campeón de Campeones: 2021
- Supercopa de la Liga MX: 2022
- Supercopa MX: 2019
- Leagues Cup: 2019

Feyenoord
- Campeonato Neerlandês: 2022–23[12]
- Copa dos Países Baixos: 2023–24
- Supercopa dos Países Baixos: 2024

Seleção Mexicana
- Copa Ouro da CONCACAF: 2023, 2025[30]
- Liga das Nações da CONCACAF: 2024–25[31]

### Individual
- All-Star da Liga MX: 2021
- Jogador do Mês da Liga MX: agosto de 2021, setembro de 2021[32]
- Equipa do Mês da Eredivisie: abril de 2023[33]
- Talento do Mês da Eredivisie: abril de 2023[34]